# Conseil des libéraux et démocrates asiatiques
Pour les articles homonymes, voir CALD.
Le Conseil des libéraux et démocrates asiatiques ou CLDA (en anglais, Council of Asian Liberals and Democrats ou CALD) est une organisation régionale de partis politiques libéraux démocratiques en Asie. Une partie significative de ses partis membres se retrouvent également dans l'Internationale libérale, son équivalent à l'échelle mondiale. 
Le quartier général actuel de la CLDA se situe à Makati, dans la banlieue du Grand Manille, aux Philippines.

## Historique
Le Conseil fut créé le 15 octobre 1993 lors d'une réunion à Taipei, à Taïwan. En 2024, la CLDA compte dix membres, un membre associé et un parti avec statut d'observateur. De nombreux démocrates en Asie ont une relation avec la CLDA. Le conseil a également ouvert son adhésion à des personnes partageant des idées similaires, et participe régulièrement avec des partis politiques non membres du Japon et de la Corée du Sud avec lesquels elle partage les mêmes valeurs démocratiques : le Parti démocrate du Japon en est un exemple. 
Le Conseil accueille également des individus en tant que membres : 
- Emily Lau, ancienne membre du conseil législatif de Hong Kong
- Abdurrahman Wahid, ex-président indonésien, jusqu'à son décès en 2009
- Aung San Suu Kyi, en tant que membre honoraire.

## Membres
Le Conseil des libéraux et démocrates asiatiques comporte 10 partis politiques membres. Ceux-ci sont répartis entre 8 pays essentiellement au sein de l'Association des nations de l'Asie du Sud-Est, à l'exception de la Mongolie et de Taïwan.
| Pays        | Nom                                               | Gouvernement                                   | Aile politique         |
| ----------- | ------------------------------------------------- | ---------------------------------------------- | ---------------------- |
| Cambodge    | Mouvement du sauvetage national du Cambodge (en)a | En exil                                        | Centre                 |
| Cambodge    | Parti de la bougie                                | Opposition extraparlementaire                  | Centre                 |
| Indonésie   | Parti démocratique indonésien de lutte            | Parti majeur dans la coalition gouvernementale | Centre-gauche          |
| Indonésie   | Parti du réveil national                          | Parti mineur dans la coalition gouvernementale | Centre                 |
| Malaisie    | Parti du mouvement populaire malaisien            | Fait partie du gouvernement                    | Centre                 |
| Mongolie    | Volonté Civile - Parti Vert (en)                  | Opposition extra-parlementaire                 | Centre                 |
| Philippines | Parti libéral                                     | Opposition                                     | Centre à centre-gauche |
| Singapour   | Parti démocrate de Singapour (en)                 | Opposition extraparlementaire                  | Centre à centre-gauche |
| Taïwan      | Parti démocrate progressiste                      | Fait partie du gouvernement                    | Centre-gauche          |
| Thaïlande   | Parti démocrate                                   | Parti mineur dans la coalition gouvernementale | Centre à centre-droite |

a Voir Parti du sauvetage national du Cambodge.

## Partis observateurs
| Pays     | Nom                                | Gouvernement         | Aile politique         |
| -------- | ---------------------------------- | -------------------- | ---------------------- |
| Birmanie | Ligue nationale pour la démocratie | Sous junte militaire | Centre à centre-gauche |
| Japon    | Parti démocrate constitutionnel    | Opposition           | Centre à centre-gauche |